# Каору Кобаясі
Каору Кобаясі (яп. 小林 薫; 30 листопада 1968 — 21 лютого 2013) — японський педофіл і вбивця. Був заарештований і засуджений до смертної кари після викрадення, зґвалтування і вбивства семирічної дівчинки. 21 лютого 2013 Кобаяші був повішений в місті Осака.

## Дитинство
Кобаясі народився 1968 року в Осаці; він був старшим з трьох братів у сім'ї. Його мати померла, коли йому було 10 років, і трьох дітей виростив батько, який працював на заправній станції. Оскільки сім'я Кобаясі була бідною, він з дитинства працював розносником газет.
1989 року був звинувачений в розпусних діях щодо восьми дівчаток в Осаці і отримав умовний вирок . У жовтні 1991 року причипився до п'ятирічної дівчинки, а коли та стала чинити опір, Кобаяші почав її душити. За цей напад його було засуджено до трьох років в'язниці, але згодом він отримав дострокове звільнення. На момент викрадення і вбивства семирічної дівчинки Кобаясі працював на " Майніті сімбун " розносником газет у місті Нара .

## Викрадення і вбивство
17 листопада 2004 Кобаясі викрав першокласницю Каеде Аріяму (有山枫), коли вона поверталася зі школи додому . Він сфотографував дівчинку камерою її власного мобільного телефону і послав фотографію матері Каеде з повідомленням " Ваша дочка в мене " .
Кобаясі вбив Каеде і викинув її тіло в селищі Хеґурі неподалік від Нари . Тієї ж ночі тіло було виявлено. Розтин показав, що причиною смерті було утоплення . Вода в легенях Каеде була чистою, що вказувало, що Кобаясі втопив її в раковині або ванні. Також було з'ясовано, що він роздягнув Каеде перед вбивством і одягнув її після смерті.
На руках і ногах Каеде були подряпини, деякі зуби відсутні. Було встановлено, що подряпини були посмертні. Зуби були також вибиті вже в трупа.
14 грудня 2004 Кобаясі послав ще одне повідомлення з телефону Каеде її матері зі словами "Тепер я заберу її молодшу сестру ".

## Арешт
30 грудня 2004 Кобаясі, який жив один в селищі Санґо недалеко від Нари, був заарештований. Арешту допоміг телефон жертви, оскільки мобільний оператор записував його місцезнаходження та повідомлення, які з нього надсилалися. Кобаясі був заарештований після того, як закінчив розносити ранкові газети з повідомленнями про швидкий арешт підозрюваного у вбивстві школярки .
У квартирі Кобаясі поліція знайшла відео і журнали, що містять дитячу порнографію , а також телефон і шкільний ранець Каеде. Виявилася також ціла колекція жіночої нижньої білизни, вкраденого в період з червня по грудень 2004 року.
У січні 2005 року Кобаясі був звинувачений у викраденні Аріями. Оскільки він вже мав судимості за розбещення малолітніх, громадськість вимагала прийняти в Японії закон про інформування населення про зареєстрованих ґвалтівників та педофілів.

## Феномен отаку і справа Кобаясі
Японський журналіст Акіхіро Отані ще до арешту Кобаясі заявляв, що Аріяму вбив член субкультури отаку, імовірно колекціонер фігурок, що зображують аніме-персонажів. У кримінальній історії Японії вже був подібний випадок — фанатом жорстокого аніме був відомий маніяк Цутому Міядзакі, який також вбивав і ґвалтував маленьких дівчаток. Незважаючи на те, що Кобаясі не був пов'язаний з субкультурою отаку і не мав жодної фігурки, його арешт викликав в Японії нову хвилю негативу стосовно отаку..

## Суд та вирок
Суд над Кобаясі розпочався 18 квітня 2004 року. Кобаясі сказав : «Я хочу бути засудженим до смерті якнайскоріше, і залишити таку ж згадку про себе, як новий Цутому Міядзакі або Мамору Такума».
Проте і Міядзакі, і Такума вбили багато дітей і вважалися божевільними. Міядзакі заявив: «Я не дозволю йому називати себе "другим Цутому Міядзакі" , оскільки він ще навіть не пройшов психіатричну експертизу» .
Експертиза констатувала, що Кобаясі страждав від антисоціального розладу і бувtt педофілом, але усвідомлював свої дії.
26 вересня 2006 Кобаясі був засуджений окружним судом Нари до смертної кари. Його адвокати в той же день подали апеляцію, але 10 жовтня відкликали її. Новий адвокат Кобаясі в червні 2007 року заявив, що вирок недійсний, однак окружний суд Нари відхилив цю заяву 21 квітня 2008. У травні 2008 року верховний суд Осаки залишив рішення в силі. У липні 2008 року верховний суд Японії залишив рішення в силі.
Кобаясі був повішений в Осаці 21 лютого 2013 разом з іншим вбивцею Масахіро Канаґавою.